# Густавсон, Гавриил Гавриилович
Гаврии́л Гаврии́лович Густавсо́н (22 декабря 1842 [3 января 1843], Санкт-Петербург — 13 [26] апреля 1908, там же) — российский химик-органик. Член-корреспондент Петербургской академии наук (1894).

## Биография
Происходил из мещан. В 1860 году окончил 3-ю Санкт-Петербургскую гимназию, а в 1865 году — естественное отделение физико-математического факультета Санкт-Петербургского университета, получив степень кандидата наук. Ученик Дмитрия Ивановича Менделеева и Александра Михайловича Бутлерова.
С 1865 по 1875 год работал лаборантом на кафедре технической химии Санкт-Петербургского университета, в 1869-1875 годах был ассистентом А. М. Бутлерова. В декабре 1873 года в Санкт-Петербургском университете защитил магистерскую диссертацию «Опыт исследования реакций взаимного обмена в отсутствие воды».
С 1875 по 1890 год был профессором (экстраординарным с 1875 по 1879) кафедры органической и агрономической химии в Петровской сельскохозяйственной и лесной академии в Москве. В 1883 году защитил в Москве докторскую диссертацию «Органические соединения в их отношениях к галогенидным солям алюминия».
В 1890 году, после 25 лет академической деятельности, Гавриил Гаврилович принял решение покинуть академию и переехать в Санкт-Петербург, где в 1892—1900 годах читал лекции по органической химии на Высших женских курсах в Санкт-Петербурге.

## Научная деятельность

### Двойное разложение в отсутствии воды
Первое исследование в данной области, проведенное Густавсоном под руководством Д. И. Менделеева, заключалось в изучениеи реакции брома и йода с фосфорной кислотой. Результаты показали различие в реакции этих элементов: при определённых весовых соотношениях, бром приводит к образованию метафосфорной кислоты (HPO3) и бромида фосфора (III) (PBr3) в то время как при взаимодействии с йодом этих продуктов не образуется.
Также в одной из первых работ «О галоидных соединениях бора», он описал новый и удобный метод получения хлорида бора путем взаимодействия хлорида фосфора(V) с борным ангидридом, а также исследовались реакции хлорида бора с аминами.
{\displaystyle {\ce {6 PCl5 + 5B2O3 = 10BCl3 + 3P2O5}}}
Распространив реакцию фосфорного ангидрида на другие галоидные соединения металлоидов неметаллов, ему удалось показать общий характер: при действии фосфорного ангидрида на четырёххлористый углерод образуется в зависимости от относительных количеств либо CO2, либо фосген COCl2.
{\displaystyle {\ce {2P2O5 + 5CCl4 = 5CO2 + 4PCl5}}}
{\displaystyle {\ce {2P2O5 + 5CCl4 = 5COCl2 + 2PCl5}}}
Аналогично, при взаимодействии серного ангидрида с хлоридом бора получены сульфурилхлорид и смешанный ангидрид бора и серы.
{\displaystyle {\ce {4SO3 + 2BCl3 = 3SO2Cl2 + B2O3*SO3}}}
А при действии серного ангидрида на другие галоидные соединения: четырёххлористый углерод, хлористое олово, треххлористый фосфор — образуется пиросульфурилхлорид.
В 1873 году Густавсон выяснил, что при увеличении атомной массы элемента в его хлористом соединении увеличивается количество атомов хлора, которые замещаются на бром и наоборот, при увеличении атомной массы элемента в его бромистом соединении уменьшается количество атомов брома, которые замещаются на хлор.

### Превращения органических соединений под влиянием галогенидных солей алюминия
Исследования в данной области были начаты Г. Г. Густавсоном с целью получения иодида углерода из хлорида углерода путем воздействия иодида металла с низким атомным весом. Для этой цели был использован иодид алюминия, что привело к успешному получению иодида углерода.
{\displaystyle {\ce {CCl4 + AlI3 = CI4 + AlCl3}}}
В 1877 году он установил каталитическое действие галогенидов алюминия при бромировании ароматических углеводородов, изомеризации и крекинге ацикличных углеводородов. При попытке преобразовать хлористый этилен в бромистый этилен путем воздействия алюминия и брома, было наблюдено выделение бромистого водорода. Для дальнейшего изучения реакции в более чистой форме, было проведено исследование воздействия брома в присутствии бромида алюминия на бензол. Эксперимент показал, что даже незначительные количества бромида алюминия существенно ускоряют замещение водорода бромом. При дальнейшем исследовании воздействия брома в присутствии бромида алюминия на другие ароматические углеводороды было обнаружено, что количество атомов водорода, замещаемых бромом, соответствует количеству ароматических радикалов. В дальнейшем Гавриил Гаврилович обнаружил способность хлорида и бромида алюминия соединяться с ароматическими углеводородами.
В 1890-х годах Густавсон возобновил свои исследования в области реакций галогенидных солей алюминия с углеводородами, что привело к получению значительного объёма новых данных, позволяющих более детально определить природу соединений, играющих роль ферментов в реакции Фриделя-Крафтса. Состав этих соединений различается в зависимости от типа ароматического углеводорода (например, для триэтилбензола — Al2Cl6·C6H3(C2H5)3). Интересно отметить, что эти соединения, даже при простом встряхивании, способны связывать новые молекулы углеводородов, которые слабо удерживаются и легко обмениваются на другие углеводороды. Особое внимание было уделено изучению жёлтого кристаллического соединения, полученного из бензола, хлорида алюминия и изопропилхлорида, и имеющего формулу Al2Cl6·2[C6H3(CH(CH3)2)3]HCl. Это соединение разлагается при воздействии воды с образованием триизопропилбензола, а при нагревании распадается на углеводородно-дихлорированный алюминий (Al2Cl6·C8H16) и газы.
В своей последней публикации, выпущенной незадолго до смерти, он детально описал получение и свойства метилфенилциклопентана.

### Исследования, связанные с изучением циклических соединений
Исследования Гаврила Гавриловича также были посвящены изучению циклических соединений, включая простейшие циклические углеводороды и их производные. В процессе исследований был разработан и успешно применен новый метод синтеза циклопропана и его гомологов. Этот метод основывается на использовании цинковой пыли и этанола для реакции с дигалогенпроизводными циклических углеводородов.
При попытке усовершенствовать метод получения циклопропана, он в 1887 году обнаружил, что при действии цинковой пыли и этанола на бромциклопропан легко и быстро образуется циклопропан. Его целью было получение других простейших циклических соединений, таких как циклопропанол и циклопропен, и для этого он исследовал воздействие хлора на циклопропан в надежде найти общий способ получения этих соединений с использованием моногалогенпроизводного. Однако, при попытке получить хлорциклопропан при помощи цинковой пыли и этанола, образовался аллилхлорид. Эти случаи изомеризации с образованием аллильных соединений являлись первыми свидетельствам таких процессов.
В результате изучения реакций циклопропана с бромом в присутствии бромистого водорода и бромистых металлов привело к интересным результатам было обнаружено, что в отсутствие бромоводородной кислоты бром при действии света присоединяется к циклопропану, образуя бромциклопропан. Однако, в присутствии бромоводородной кислоты и без воздействия света реакция значительно ускоряется, и, помимо основного продукта — бромциклопропана, образуется пропилбромид. При взаимодействии брома с циклопропаном в присутствии бромида алюминия наблюдается равное образование бромциклопропана и пропилбромида.
Гавриил Гаврилович провел исследование с целью расширить возможности реакции между цинковой пылью и этанолом для получения различных углеводородов. Он обнаружил, что данная реакция эффективна в случаях, когда оба атома брома находятся в положении 1,2 или 1,3 относительно друг друга. Применение цинковой пыли и этанола позволило ему в 1888 году совместно с Н. Я. Демьяновым получить и изучить изомер пропина — аллен, а затем диметилциклопропан. Особенности диметилциклопропана проявляются в его высокой энергичности при реакции с бромом, что делает его ближе к соединениям с двойной связью.
Гаврил Гаврилович Густавсон объяснил аномальное образование дибромзамещенного тем фактом, что сначала частица бромистого водорода присоединяется к диметиленциклопропану, а затем происходит бромирование.
При попытке получить спиропентан при действии цинковой пыли и этанола на тетрабромогидринпентаэритрита образовывался углеводород C5H8, который был подробно изучен и исследован Гавриилом Гаврииловичем. С помощью анализа физических свойств и проведения многочисленных химических превращений, ему удалось определить формулу данного углеводорода как винилциклопропан.

### Некоторые работы
- О галогенидных соединениях бора // Журнал Русского физико-химического общества. Часть химическая. — 1870. — Т. 2. — Выпуск 2.
- О взаимном вытеснении некоторых металлоидов // Журнал Русского физико-химического общества. Часть химическая. — 1871. — Т. 3. — Выпуск 2.
- О разложении фосфорного ангидрида четырёхлористым углеродом // Журнал Русского физико-химического общества. Часть химическая. — 1871. — Т. 3. — Выпуск 2.
- О действии серного ангидрида на хлористый бор // Журнал Русского физико-химического общества. Часть химическая. — 1872. — Т. 4. — Выпуск 2.
- Действие йодистого алюминия на хлоро-соединения // Журнал Русского физико-химического общества. Часть химическая. — 1876. — Т. 8. — Выпуск 2.
- Новый метод бромирования ароматических углеводородов в присутствии бромистого алюминия // Журнал Русского физико-химического общества. Часть химическая. — 1877. — Т. 9. — Выпуск 2.
- Разъяснения причин, почему бромистый алюминий помогает бромированию ароматических углеводородов // Журнал Русского физико-химического общества. Часть химическая. — 1878. — Т. 10. — Выпуск 2.
- О соединениях цимола с хлористым и бромистым алюминием // Журнал Русского физико-химического общества. Часть химическая. — 1879. — Т. 11. — Выпуск 2.
- О замещении хлора бромом в хлористых углеводородах // Журнал Русского физико-химического общества. Часть химическая. — 1880. — Т. 12. — Выпуск 2.
- О способе соединения солей с гумусовым веществом // Журнал Русского физико-химического общества. Часть химическая. — 1883. — Т. 15. — Выпуск 2.
- Действие бромистого алюминия на этилен и бромюры предельных спиртов // Журнал Русского физико-химического общества. Часть химическая. — 1884. — Т. 16. — Выпуск 2.
- Об упрощениях в приемах органического анализа при определении углерода в почвах // Журнал Русского физико-химического общества. Часть химическая. — 1886. — Т. 18. — Выпуск 2.
- О соединениях, происходящих при действии хлора на триметилен // Журнал Русского физико-химического общества. Часть химическая. — 1894. — Т. 26. — Выпуск 2.
- Реакция цинковой пыли и спирта на бромюр пентаэритрита // Журнал Русского физико-химического общества. Часть химическая. — 1898. — Т. 30. — Выпуск 2.
- Винилтриметилен // Известия Академии наук. — 1896. — Т. 5. — № 3.
- Двадцать лекций агрономической химии. — 2-е издание. — Москва — Ленинград, 1937.

Мемориальная доска на учебном корпусе МСХА.

## Поздние годы
В последние годы Гаврила Гавриловича страдал от сильных ревматических и сердечных болей, а также от расстройства сердечной и сосудистой системы. По совету врачей, он закончил читать высшие женские курсы, ушел в отставку и больше не принимал предложений о занятии должностей, включая предложение стать кандидатом в члены академии наук. После завершения преподавательской деятельности он полностью посвятил себя научным исследованиям. В своей квартире он оборудовал домашнюю лабораторию, где проводил сложные исследования о каталитической роли галогенидных солей алюминия в превращении органических соединений.
Умер Гавриил Гаврилович в 1908 году в собственной квартире, куда его привезли после того, как он потерял сознание во время прогулки в первый день Пасхи.

## Память
В Москве на здании учебного корпуса № 6 Московской сельскохозяйственной академии имени К. А. Тимирязева (Тимирязевский проезд, дом № 2), где Г. Г. Густавсон работал с 1875 по 1891 год, установлена мемориальная доска.